# Caja DI

## D.I. / Cajas de inyección

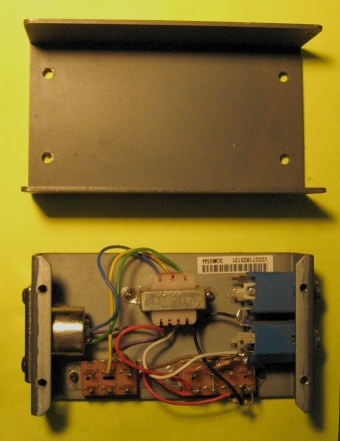
Dibox in

### Definición
Es un dispositivo electrónico que se encarga de transformar una señal procedente de una línea no balanceada (line, TS, RCA) en una señal equilibrada de baja impedancia para ser transportada por una línea balanceada (mic, XLR, TRS ) aunque, el proceso también puede ser reversible. Además también se utilizan para adaptar  impedancias de instrumentos o equipos con salida de línea, a mezcladores de sonido que sólo poseen entradas para líneas balanceadas y para realizar tiradas de cable largas. De esta forma permiten conectar una guitarra eléctrica o un piano eléctrico a la entrada de mic de una mesa de mezclas. Las D.I. son prácticamente indispensables para realizar sonorizaciones en directo. Son dispositivos que suelen acumular muchos usos, por eso son robustas y compactas.
Es necesario balancear una señal ya que en audio profesional se utilizan principalmente líneas balanceadas de baja impedancia, que ofrecen gran protección frente a ruidos añadidos durante el transporte de la señal. Los mezcladores suelen trabajar con entradas XLR-3 para las entradas micro/línea, por lo tanto deben llegarle señales balanceadas.

### Tipos
Las cajas de inyección se diferencian entre pasivas y activas según  su composición interna. Cada una presenta sus propias características y las utilizaremos con una finalidad dependiendo el instrumento y lo que pretendamos conseguir.

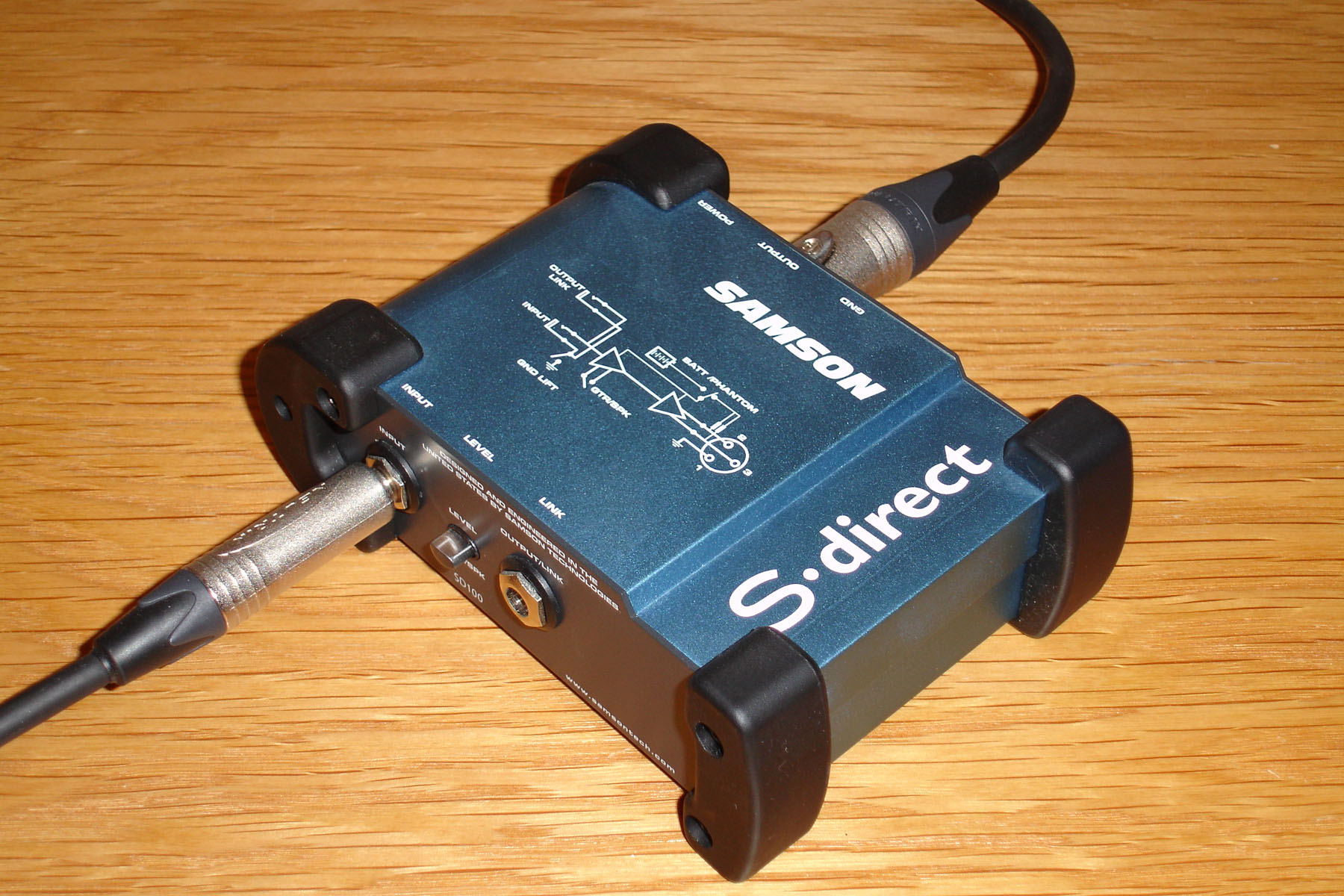
SAMSON-DI-Box

#### Pasivas
Las cajas de D.I. pasivas posen dentro un transformador que les permite balancear o desbalancear la señal de entrada, funcionan en ambos sentidos lo que supone una gran ventaja. El transformador presenta 2 devanados, uno que estará destinado para la entrada o salida balanceada XLR-3 y otro que estará destinado a la entrada o salida no balanceada TS. Las D.I. acostumbran a incorporar una salida TS Link para obtener una copia de la entrada y un interruptor GND supresor de tierra para eliminar ruido de tensión eléctrica. No incluyen filtros, ni atenuadores, ni controles de ganancia. Otro dato muy significativo es que no necesitan de alimentación eléctrica lo que supone una gran ventaja. A pesar de esto son más propensas a inducir ruido. Normalmente son más sencillas y económicas que las activas.
Cuando a la D.I. le llegan niveles muy elevados la señal se satura y produce una distorsión muy peculiar, debido al transformador que utilizan. Podríamos etiquetarla como una distorsión vintage. Por lo contrario las activas cuando se saturan quedan comprimidas de una forma más abrupta y su sonido no resulta tan agradable.

#### Activas
Están implementadas por componentes activos, por lo tanto necesitarán de alimentación eléctrica ya sea por medio de una pila de 9V o alimentación phantom +48V proporcionada desde la controladora a través de la salida balanceada . Las D.I. activas solo permiten realizar el proceso en una única dirección: de señales no balanceadas a balanceadas. Esta desventaja es debida al funcionamiento interno del aparato, un transistor no puede realizar la operación a la inversa. Las activas incluyen salida TS Link y interruptor de tierra, también las hay con controles de ganancia, filtros, atenuadores e incluso controles de distorsión. Permiten grandes tiradas de cable, lo que significa una gran ventaja para su uso e directo.
Encontraremos un gran número de posibilidades en el uso de una caja de inyección, no hay ninguna regla establecida. En ocasiones podemos probar como suena mejor nuestro instrumento, si con una D.I. activa o con una pasiva. Esta recomendado tener cierta variedad de cajas de inyección, aunque también es cierto que unas están diseñadas para determinados grupos de instrumentos.
- Pasivas: se recomiendan para instrumentos activos, ya que sus propios previos elevan la señal y apenas necesita ser amplificada. Algunos de estos instrumentos son bajos activos, teclados y baterías digitales.
- Activas: estas suelen funcionar bien con instrumentos pasivos ya que las pastillas que incorporan producen niveles de señal débiles que son fáciles de amplificar para los transistores. Por ejemplo guitarras, bajos pasivos o pianos Rhodes.

## D.I. con preamplificador a válvulas y baja de salida.

### Tube DI – PDI-CTC
- El dispositivo Palmer PDI-CTC (Palmer Direct Injection Box - Classic Tube Circuit) se puede utilizar como una caja de inyección directa o un preamplificador, gracias al circuito de filtros integrado que ofrece una ecualización de 4 bandas.
- El diseño del PDI-CTC se basa en un auténtico circuito de válvulas e incluye un transformador de salida que proporciona una señal balanceada a los conectores XLR de salida, dotados de aislamiento galvánico. Los circuitos de señal y de filtros no incluyen prácticamente ningún dispositivo semiconductor. El PDI-CTC funciona con la red eléctrica, y la fuente de alimentación integrada genera la tensión necesaria para alimentar las válvulas de vacío.
- Además de una salida paralela para la señal de entrada y de una salida balanceada para micrófono, habituales en cualquier caja de inyección directa, el PDI-CTC dispone de una salida de línea balanceada y de un conector de ¼" no balanceado de baja impedancia.
- Los filtros de ecualización permiten realizar ajustes de los graves, medios graves, medios agudos y agudos, calibrados de forma “musical”, es decir, trabajan en un rango de frecuencias relativamente amplio. Tratan las frecuencias con un filtro de tipo “campana” para evitar las frecuencias de zumbido no deseadas en los graves y las frecuencias extremas inaudibles en los agudos. Para lograr una reproducción exacta de los ajustes de ecualización, Palmer ha optado por filtros conmutables mediante un interruptor. Cada banda se ajusta a 0 dB, +4 dB o +8 dB.
- La circuitería del PDI-CTC se ha diseñado básicamente con la idea de obtener la ruta de señal más corta posible con el fin de aprovechar al máximo la sutilidad de las propiedades sonoras de las válvulas de vacío. Por ese motivo no se ha incluido un control de volumen. La dinámica de señal es tan grande que la limitación en la salida de línea aparece únicamente a partir de +30 dBu. Por todo ello, el PDI-CTC es adecuado para todo tipo de instrumentos como bajos, guitarras electroacústicas o eléctricas, teclados, sintetizadores, etc.

### Características de la PDI-CTC
- Válvulas: 1 x ECC83/12AX7, 1 x ECC82/12AU7 Entradas: 1 jack de ¼", impedancia de entrada de 1 MΩ, nivel máximo de +4 dBu Salidas: 1 jack de ¼" (PARALLEL OUTPUT) 1 jack de ¼" de baja impedancia, +4 dB (BUFFERED OUTPUT), impedancia de salida < 1 kΩ 1 XLR macho de nivel de micrófono, ganancia aprox. +4 dB, impedancia de salida < 200 Ω, balanceada por transformador con conmutador Ground-Lift (MIC OUT) 1 XLR macho de nivel de línea, ganancia aprox. +24 dB, impedancia de salida < 600 Ω, balanceada por transformador con conmutador Ground-Lift, nivel de salida máx. antes de recortar: +30 dBu (LINE OUT). Conectores XLR: pin 1 = masa, pin 2 = vivo (en fase con señal de entrada), pin 3 = retorno (en contrafase con señal de entrada) Filtros RCL pasivos de 4 bandas con interruptor para filtros de tipo campana de graves, medios graves, medios agudos y agudos; desde nivel de línea (0 dB) a +4 dB o +8 dB para cada filtro Fuente de alimentación integrada con tensión de entrada ajustable de 100 V a 240 V Consumo medio: aprox. 10 W. Fusible: T3.15A Dimensiones: aprox. ancho 220 mm x profundidad 210 mm (con asas, 235 mm) x altura 88 mm (sin patas de goma)